# Jamesonia laxa
Jamesonia laxa là một loài thực vật có mạch trong họ Adiantaceae. Loài này được Mett. miêu tả khoa học đầu tiên.